# Ахмед Ахмедов
 Тази статия е за българския футболист.  За за музиканта вижте Ахмед Ахмедов (музикант).  
Ахмед Ахмедов е български футболист от турски произход, централен нападател на Шимизу С-Пулс.

## Биография
Юноша на Черноморец Бургас от 2007, като е част от талантливия набор 1995 на „акулите“ заедно с Милчо Ангелов, Станислав Дрянов, Михаел Орачев, Стоян Кижев, вратаря Димитър Тодоров, Стоян Калпаклиев, Даниел Стаматов.

## Успехи
Нефтчи
- Премиер лига:
  -  Шампион (1): 2020/2021

 ЦСКА (София)
- Купа на България (1): 2021